# Neotrichiorhyssemus matthewsi
Neotrichiorhyssemus matthewsi är en skalbaggsart som beskrevs av Rakovic 1983. Neotrichiorhyssemus matthewsi ingår i släktet Neotrichiorhyssemus och familjen Aphodiidae. Inga underarter finns listade i Catalogue of Life.